# 国民ブロック (フランス)
国民ブロック (こくみんブロック、フランス語: Bloc national) は、フランスの様々な右派政党によって形成された政党連合の名称。ジョルジュ・クレマンソー率いる国民ブロックは、1919年から1924年まで政権を握っていた。敬虔なローマ・カトリック教徒と退役軍人が多数を占める国民議会は、軍服の色であるホライズンブルーと呼ばれた。